# Alenatea touxie
Alenatea touxie là một loài nhện trong họ Araneidae.
Loài này thuộc chi Alenatea. Alenatea touxie được Da-xiang Song & Zhu miêu tả năm 1999.